# Концерт для фортепиано с оркестром № 2 (Сен-Санс)
Концерт № 2 для фортепиано с оркестром соль минор Op. 22 — сочинение Камиля Сен-Санса. Написан в 1868 году. Примерная продолжительность звучания 25 минут. Посвящён маркизе Клеменции де Вильерс, жене финансиста Огюста Леграна де Вильерса.
Поводом для вдохновения Сен-Сансу послужила творческая дружба с Антоном Рубинштейном, вместе с которым он не раз выступал как дирижёр. У музыкантов возникла идея поменяться привычными ролями, чтобы Сен-Санс выступил как солист, а Рубинштейн — как дирижёр. Выяснилось, что парижский Зал Плейель свободен через месяц, и Сен-Санс сочинил концерт всего за 17 дней, завершив работу 2 мая, а 13 мая концерт был впервые исполнен. Считается, что Сен-Санс не успел в полной мере отрепетировать сольную партию и остался не вполне доволен премьерой.

## Строение
Второй концерт состоит из трёх частей:
- I. Andante sostenuto

- II. Allegro scherzando

- III. Presto

## Музыка
Первая часть открывается сольной интродукцией импровизационного характера, напоминающей фантазии Иоганна Себастьяна Баха. Главная тема, разворачивающаяся после вступления оркестра, заимствована Сен-Сансом из мотета Габриэля Форе, представленного последним Сен-Сансу в качестве студенческой работы, — это, таким образом, своеобразный привет от учителя повзрослевшему ученику.
Вторая часть носит скерцозный характер, в основе финала лежит тарантелла, — таким образом, трёхчастная структура отступает от концертного канона, предполагающего медленную вторую часть; развёрнутая сольная каденция в первой части также нарушает традицию. Стилистический контраст между началом и окончанием всего произведения позволил Зыгмунту Стоёвскому иронически заметить, что концерт начинается Бахом и заканчивается Оффенбахом. В целом, однако, специалисты склонны расценивать Второй концерт как начало творческой зрелости композитора. Первым, кто высоко оценил концерт, стал Ференц Лист.

## Публикации и записи
Клавир концерта впервые опубликован в год создания в переложении для двух фортепиано Адама Лосселя, годом позже издана аранжировка для фортепиано соло, выполненная Жоржем Бизе. Партитура впервые опубликована в 1875 году.
Второй фортепианный концерт Сен-Санса относится к числу наиболее часто исполняемых его сочинений. В 1904 году сам композитор записал в сольной версии первую часть концерта (в виде попурри из главных тем), сократив её примерно втрое. Одну из первых полных аудиозаписей осуществил Артур де Греф (1928, с Новым симфоническим оркестром под управлением Лэндона Роналда). Среди прочих концерт записывали (по алфавиту) Эмиль Гилельс (1948, 1951, 1953, 1954), Жан-Филипп Коллар (1985), Сесиль Ликад (1983), Мура Лимпани (1945, 1951), Паскаль Роже (1978), Артур Рубинштейн (1958, 1969), Виктор Схиэлер (1953), Стивен Хаф (2000), Альдо Чикколини (1971). Сохранились концертные записи Григория Соколова (Концерт лауреатов III конкурса Чайковского, 1966), Паскаля Девуайона (Концерт лауреатов VI конкурса Чайковского, 1978), Андрея Гаврилова (2001). Записи Жанны Мари Дарре в 1948 (дирижёр Поль Паре) и 1955 (дирижёр Луи Фурестье) годах, в интерпретации которых пианистка ориентировалась на исполнительские указания самого композитора, по утверждению английского музыкального критика Дж. Николаса, многие считают лучшими.